# Stazione di Cividale (1886)
La vecchia stazione di Cividale fu la stazione ferroviaria di testa della linea Udine–Cividale fino al 2008, quando fu sostituita dall'impianto attuale.

## Storia
Fu inaugurata il 24 giugno 1886 assieme alla linea proveniente da Udine.
L'impianto ha seguito le vicende della linea ferroviaria: fu esercita dalla Società Veneta e dalle sue controllate fino al 1986, quando passò alla Gestione commissariale governativa delle Ferrovie Venete - Ferrovia Udine Cividale. Tra il 2001 e il 2005 fu gestita provvisoriamente da Ferrovie Venete e da Sistemi Territoriali fino a quando non fu rilevata dalla società regionale creata appositamente per l'esercizio della linea: la Società Ferrovie Udine-Cividale Srl.
In occasione del riassetto urbanistico dell'area dell'Italcementi, il 4 marzo 2008 fu sostituita dalla nuova stazione posta a circa cento metri ad ovest.

## Strutture e impianti
Il piazzale era dotato di due binari per il servizio passeggeri ed altri quattro per quello merci e di trazione. Oltre al fabbricato viaggiatori e allo scalo merci con annesso magazzino erano presenti anche una rimessa locomotive, una torre dell'acqua, la carbonaia e il magazzino per l'armamento.
Dal 2015 la struttura è sede del Museo della Grande Guerra di Cividale.